# مايك رودجرز
مايك رودجرز (بالإنجليزية: Mike Rodgers)‏ هو منافس ألعاب قوى أمريكي، ولد في 24 أبريل 1985 في سانت لويس في الولايات المتحدة.

## وصلات خارجية
- مايك رودجرز على موقع الاتحاد الدولي لألعاب القوى (الإنجليزية)
- مايك رودجرز على موقع الاتحاد الأمريكي لسباقات المضمار والميدان (الإنجليزية)
- مايك رودجرز على موقع الاتحاد الأمريكي لسباقات المضمار والميدان (الإنجليزية)
- مايك رودجرز على موقع الدوري الماسي (الإنجليزية)
- مايك رودجرز على موقع اللجنة الأولمبية الدولية (الإنجليزية)
- مايك رودجرز على موقع أوليمبيديا (الإنجليزية)
- مايك رودجرز على موقع اللجنة الأولمبية والبارالمبية الأمريكية (الإنجليزية)